# Sinitis
Sinitis (łac. Dioecesis Sinitensis) – stolica historycznej diecezji w Cesarstwie Rzymskim, w prowincji Numidia. Obecnie katolickie biskupstwo  tytularne położone w Algierii. 

## Biskupi
| L.p. | Biskup                                   | Funkcja                                                         | Od                   | Do                   | Uwagi                                                   |
| ---- | ---------------------------------------- | --------------------------------------------------------------- | -------------------- | -------------------- | ------------------------------------------------------- |
| 1.   | James Grant                              | wikariusz apostolski Lowland District (Wielka Brytania/Szkocja) | 21 lutego 1775       | 3 grudnia 1778       |                                                         |
| 2.   | Giacomo Luigi Fontana MEP                | wikariusz apostolski Se-Cuien (Chiny)                           | 9 maja 1817          | 11 lipca 1838        | zmarł                                                   |
| 3.   | Eugène-Jean-Claude-Joseph Desflèches MEP | wikariusz apostolski koadiutor Se-Cuien (Chiny)                 | 18 grudnia 1840      | 20 lutego 1883       | mianowany biskupem tytularnym Claudiopolis in Honoriade |
| 4.   | Bernardo Gaetani d'Aragona OSB           | biskup koadiutor San Severo (Włochy)                            | 9 sierpnia 1883      | 25 kwietnia 1889     | mianowany biskupem San Severo                           |
| 5.   | Philippe-Prosper Augouard CsSp           | wikariusz apostolski Górnego Konga (Kongo)                      | 14 października 1890 | 30 listopada 1915    | mianowany biskupem tytularnym Cassiope                  |
| 6.   | Luis Mena Arroyo                         | biskup koadiutor Chihuahua (Meksyk)                             | 1 września 1964      | 3 marca 2009         | zmarł                                                   |
| 7.   | Les Tomlinson                            | biskup pomocniczy Melbourne (Australia)                         | 5 maja 2009          | 3 lutego 2012        | mianowany biskupem Sandhurst                            |
| 8.   | Jan Piotrowski                           | biskup pomocniczy tarnowski                                     | 14 grudnia 2014      | 11 października 2014 | mianowany biskupem kieleckim                            |
| 9.   | Henryk Wejman                            | biskup pomocniczy szczecińsko-kamieński                         | 22 listopada 2014    |                      |                                                         |